# باگانیونوک
باگانیونوک (روسی: Баганёнок) یک رودخانه در استان نووسیبیرسک کشور روسیه است.